# Kościół św. Marii Magdaleny w Bogatyni
Kościół świętej Marii Magdaleny – kościół parafialny, który znajdował się w Zatoniu, dzielnicy Bogatyni, w województwie dolnośląskim. Zniszczony podczas pożaru w 2011 roku.

## Historia
Świątynia została wybudowana w 1796 roku, z wykorzystaniem (wieża południowa) poprzedniego kościoła z XV wieku. Budowla była restaurowana w XIX wieku oraz w 1959 roku. Od lipca 1992 roku w świątyni nie były odprawiane msze święte. 29 maja 2011 roku kościół został zniszczony przez pożar.

## Architektura
Była to świątynia murowana, posiadająca jedną nawę, kwadratowe prezbiterium, oraz wieżę od strony południowej. Dawniej we wnętrzu znajdowały się: rzeźbiony ołtarz główny oraz ambona powstałe pod koniec XVIII wieku, a także kilka epitafiów powstałych w latach 1672–1823. 